# Yarmoukien
Le Yarmoukien (ou culture du Yarmouk) est une culture préhistorique du Levant méridional, appartenant au Néolithique céramique. Elle dure d'environ 6400 à 5800 av. J.-C. Elle succède au Néolithique précéramique C, et voit les premiers développements de la céramique dans le sud du Levant.
Le site-type est Sha'ar Hagolan, dans la vallée du Yarmouk, qui lui a donné son nom.

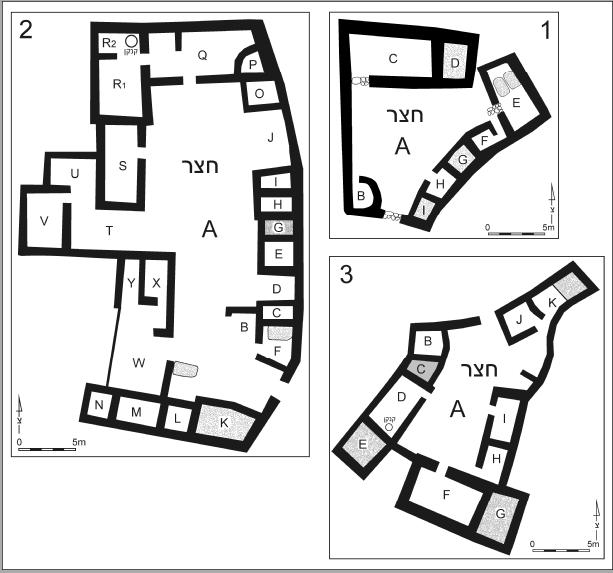
Plan de maisons à cour de Sha'ar Hagolan.
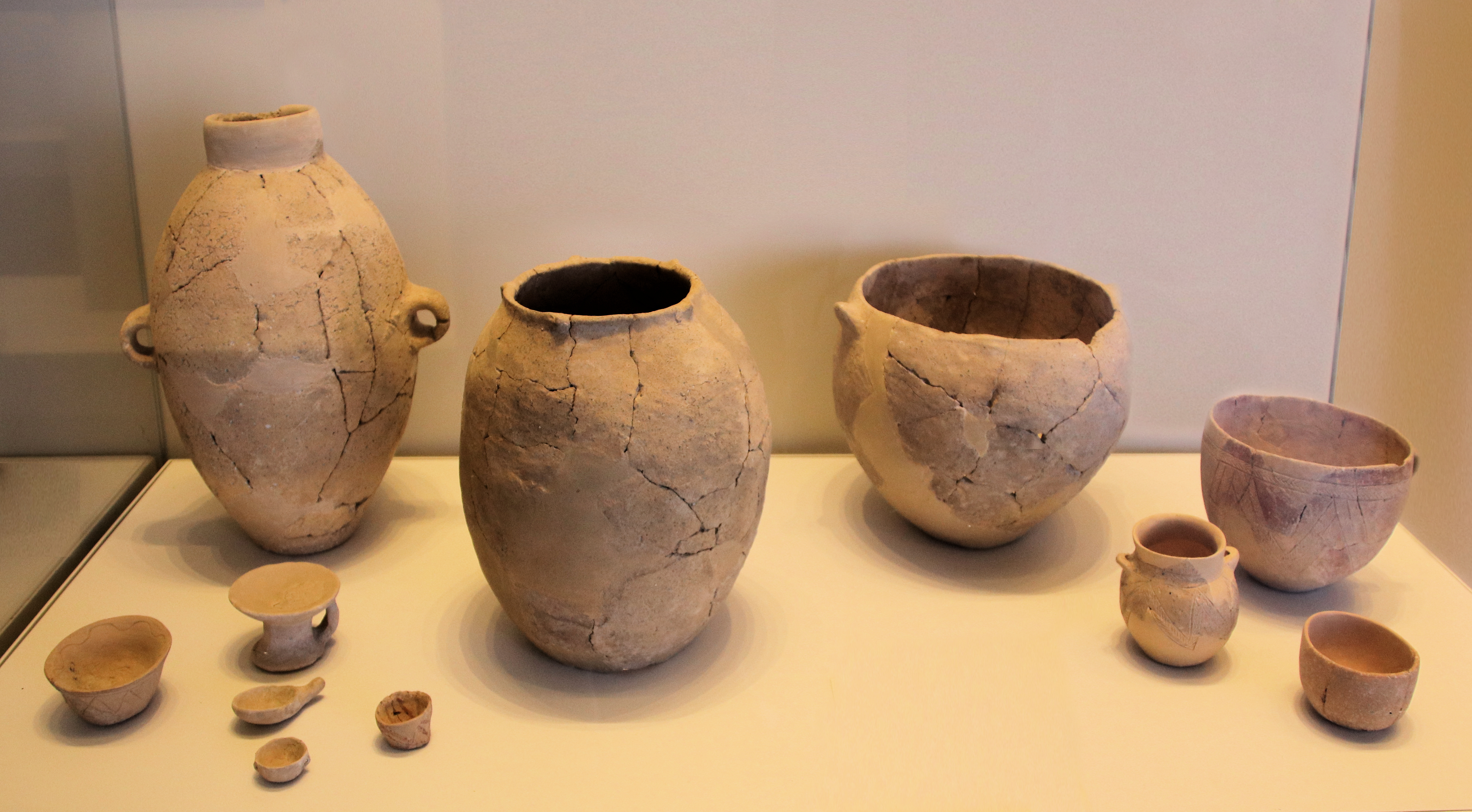
Céramiques sans décor du Yarmoukien.
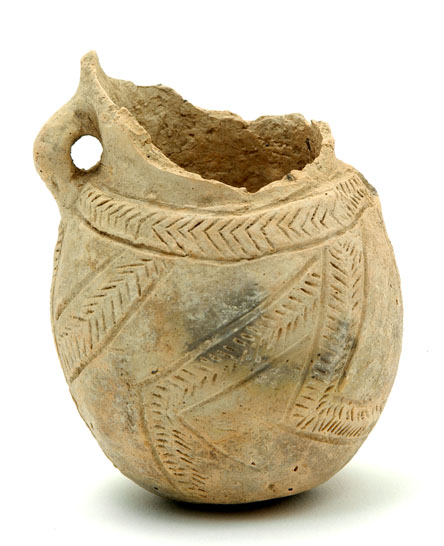
Vase à décor incisé du Yarmoukien.
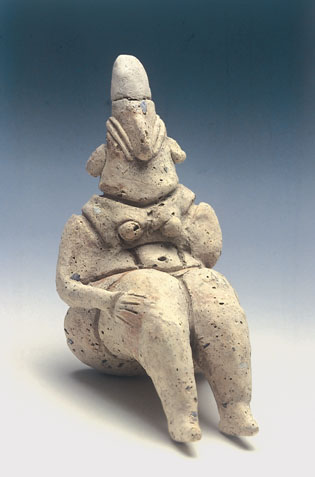
Figurine féminine en terre cuite de Sha'ar Hagolan.